# Svanitore
Svanitore (Vanisher), il cui vero nome è Telford Porter, è un personaggio dei fumetti creato da Stan Lee (testi) e Jack Kirby (disegni), pubblicato dalla Marvel Comics. Apparso per la prima volta sulle pagine di X-Men (prima serie) n. 2 (novembre 1963), Telford è noto per essere il secondo nemico affrontato dal gruppo mutante nella sua lunga carriera editoriale.

## Biografia del personaggio
Lo Svanitore, non essendo tra i principali antagonisti della serie, manca di una caratterizzazione approfondita riservata a personaggi come Magneto o Mystica. Di lui si sa però che è un criminale "puro" ed utilizza il suo potere mutante soltanto per proprio tornaconto. Tra le sue imprese ricordiamo il furto dei piani della difesa strategica statunitense, utilizzati per richiedere un grosso riscatto e il tentativo di far deflagrare la Terza guerra mondiale tra USA e URSS, in modo da poter poi governare su ciò che sarebbe restato del mondo.
Entrambe le volte i suoi progetti vengono smantellati dall'intervento degli X-Men e soprattutto del Professor Xavier, che per sconfiggerlo gli procurerà persino un'amnesia.
In futuro si scontrerà spesso anche con altri team di supereroi come i New Warriors e i Campioni di Los Angeles venendo sempre sconfitto. Volendo perfezionare il controllo sui suoi poteri viene risucchiato da un'altra dimensione, dalla quale riesce, dopo lungo tempo, a liberarsi per iniziare una lucrosa attività nel commercio di droga a capo di un cartello sudamericano.
Recentemente Svanitore viene coinvolto nelle vicende del gruppo mutante X-Force, venendo costretto con un trucco di Elixir ad usare i suoi poteri a loro favore.

## Poteri e abilità
Svanitore possiede un incredibile potere di teletrasporto, di molto maggiore a quello di Nightcrawler, che gli consente di spostare se stesso, oggetti di varie dimensioni e in gran quantità e persino altre persone a molte centinaia di chilometri di distanza, anche da un continente all'altro. Inoltre, possiede un particolare senso dell'orientamento che gli permette di evitare di teletrasportarsi all'interno di oggetti solidi anche se non conosce perfettamente la sua area di destinazione. Inizialmente Svanitore poteva teletrasportarsi solo a determinate condizioni, come ad esempio vedere la destinazione o su un raggio di qualche chilometro, ma negli anni queste limitazioni sono venute meno. Svanitore ha mostrato anche la capacità di teletrasportare solo una parte del suo corpo a una piccola distanza. Questa capacità è stata utilizzata molto raramente, quindi i limiti rimangono sconosciuti. Oltre i suoi poteri da mutante ha una sorta di addestramento alle armi e anche un certo livello di competenza tecnica poiché è stato in grado di riprogrammare le Sentinelle parzialmente costruite per eseguire i suoi ordini.

## Altre versioni

### Ultimate
Nell'universo Ultimate Svanitore appare nella Confraternita dei mutanti malvagi di Magneto e lo si vede all'opera anche nel cross-over Ultimate War.

## Altri media

### Cinema
Nella serie di film X-Men, Svanitore appare brevemente in Deadpool 2 (2018), Brad Pitt ha prestato il proprio volto per interpretarlo per soli tre fotogrammi e gratuitamente.

### Televisione
Svanitore appare in Wolverine e gli X-Men (2009).

### Videogiochi
- Svanitore appare in Spiderman: Web of Fire (1996).